# Joeri Hapers
Joeri Hapers (* 23. Oktober 1990 in Geel) ist ein belgischer Squashspieler.

## Karriere
Joeri Hapers spielt seit 2014 auf der PSA World Tour und gewann auf dieser einen Titel. Seine höchste Platzierung in der Weltrangliste erreichte er mit Rang 116 am 10. April 2023. Mit der belgischen Nationalmannschaft nahm er an mehreren Europameisterschaften teil, im Einzel erreichte er 2016 und 2018 jeweils das Achtelfinale. 2017 sowie von 2022 bis 2024 wurde er belgischer Meister.

## Erfolge
- Gewonnene PSA-Titel: 1
- Belgischer Meister: 4 Titel (2017, 2022–2024)